# Brasschaat
Brasschaat este o comună din regiunea Flandra din Belgia. Suprafața totală a comunei este de 38,49 km². La 1 ianuarie 2008 comuna avea 37.190 locuitori. 
Brasschaat se învecinează cu comunele Wuustwezel, Kapellen, Brecht, Anvers și Schoten.

## Localități înfrățite
- Germania: Bad Neuenahr-Ahrweiler;
- Bolivia: Tarija.

1. ↑  Totale oppervlakte volgens het Kadasterregister, België, gewesten en provincies (în neerlandeză), Algemene Directie Statistiek[*]